# Bifora testiculata
Bifora testiculata là một loài thực vật có hoa trong họ Hoa tán. Loài này được (L.) Roth mô tả khoa học đầu tiên năm 1827.

## Hình ảnh

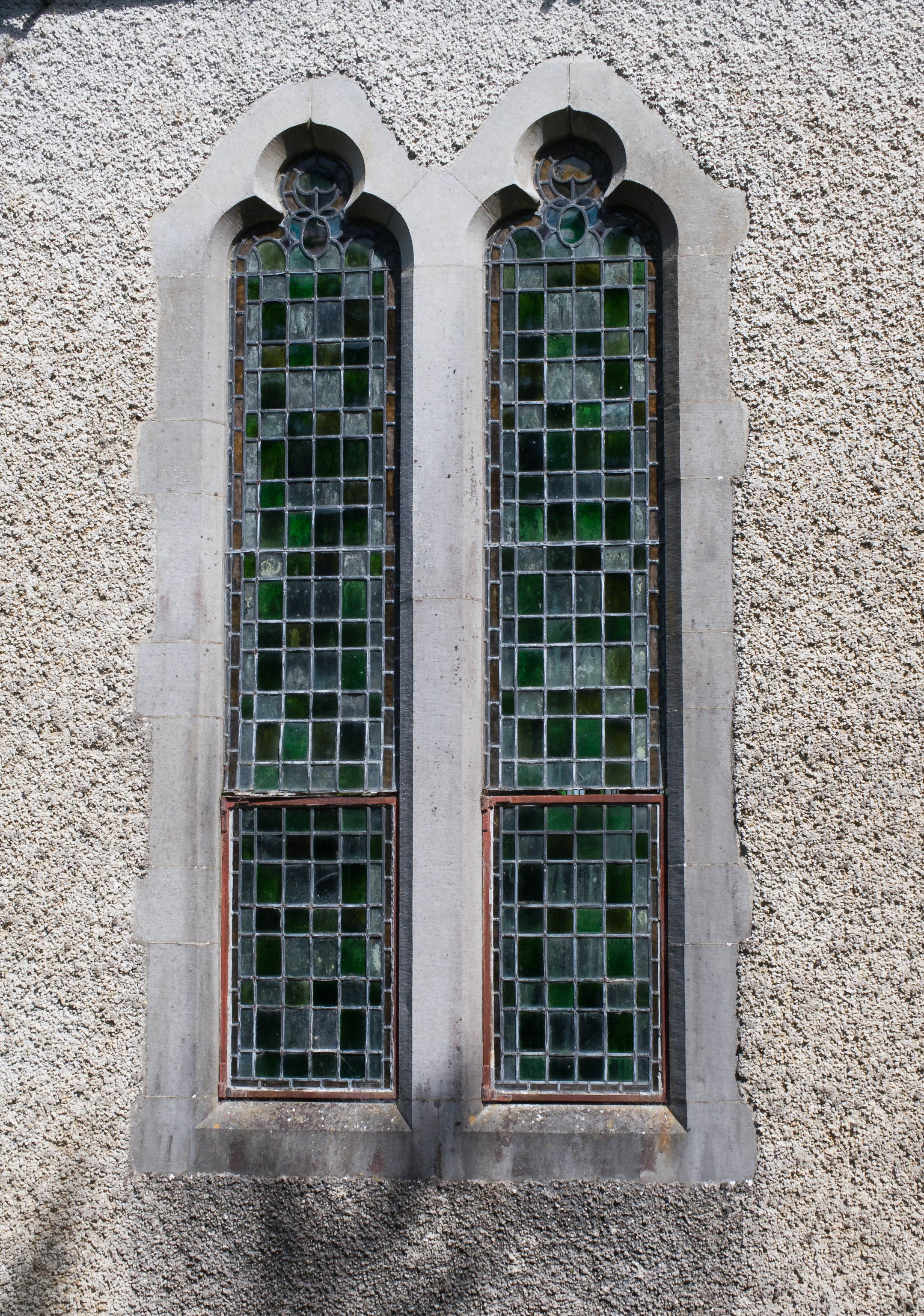
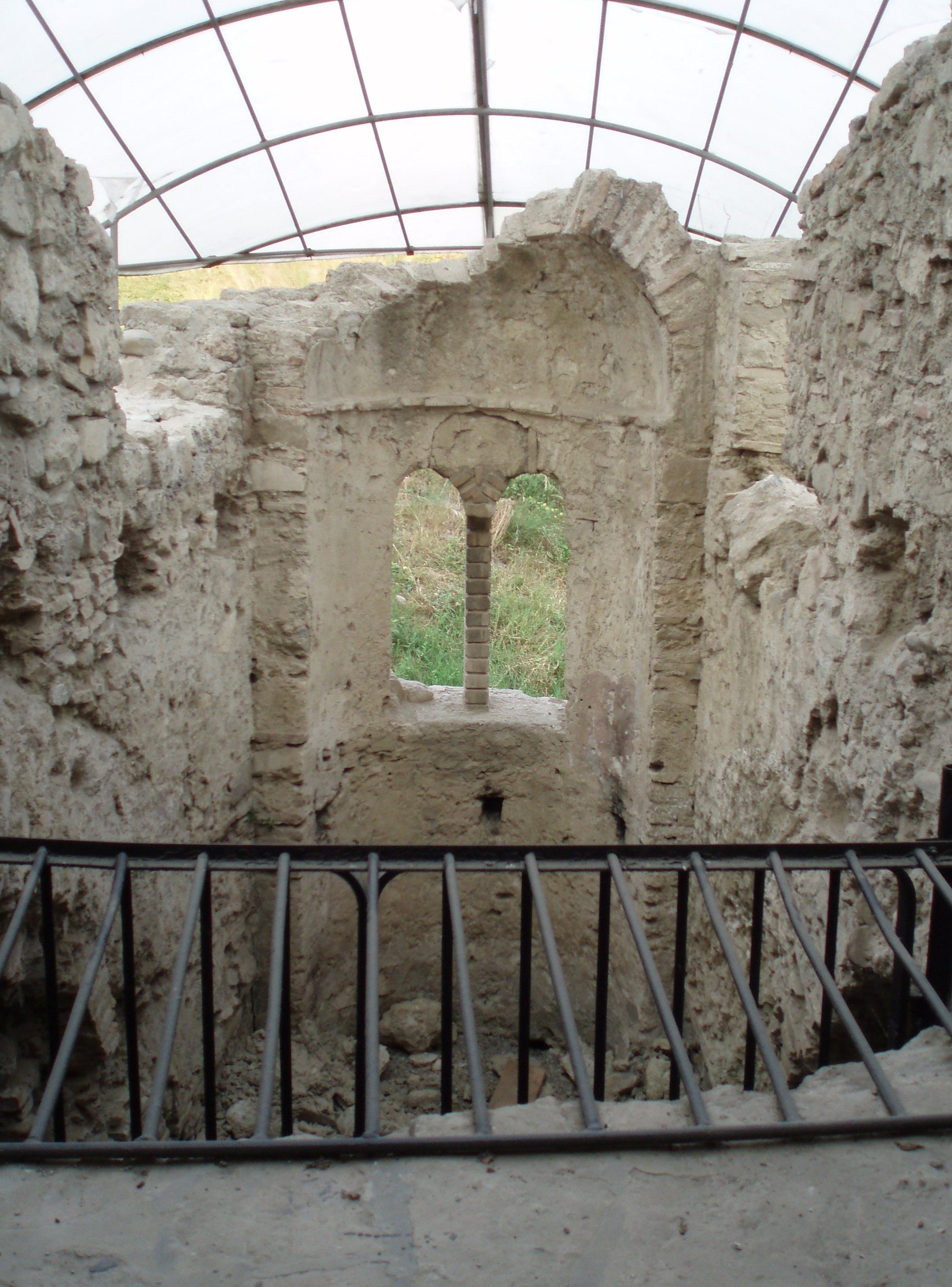
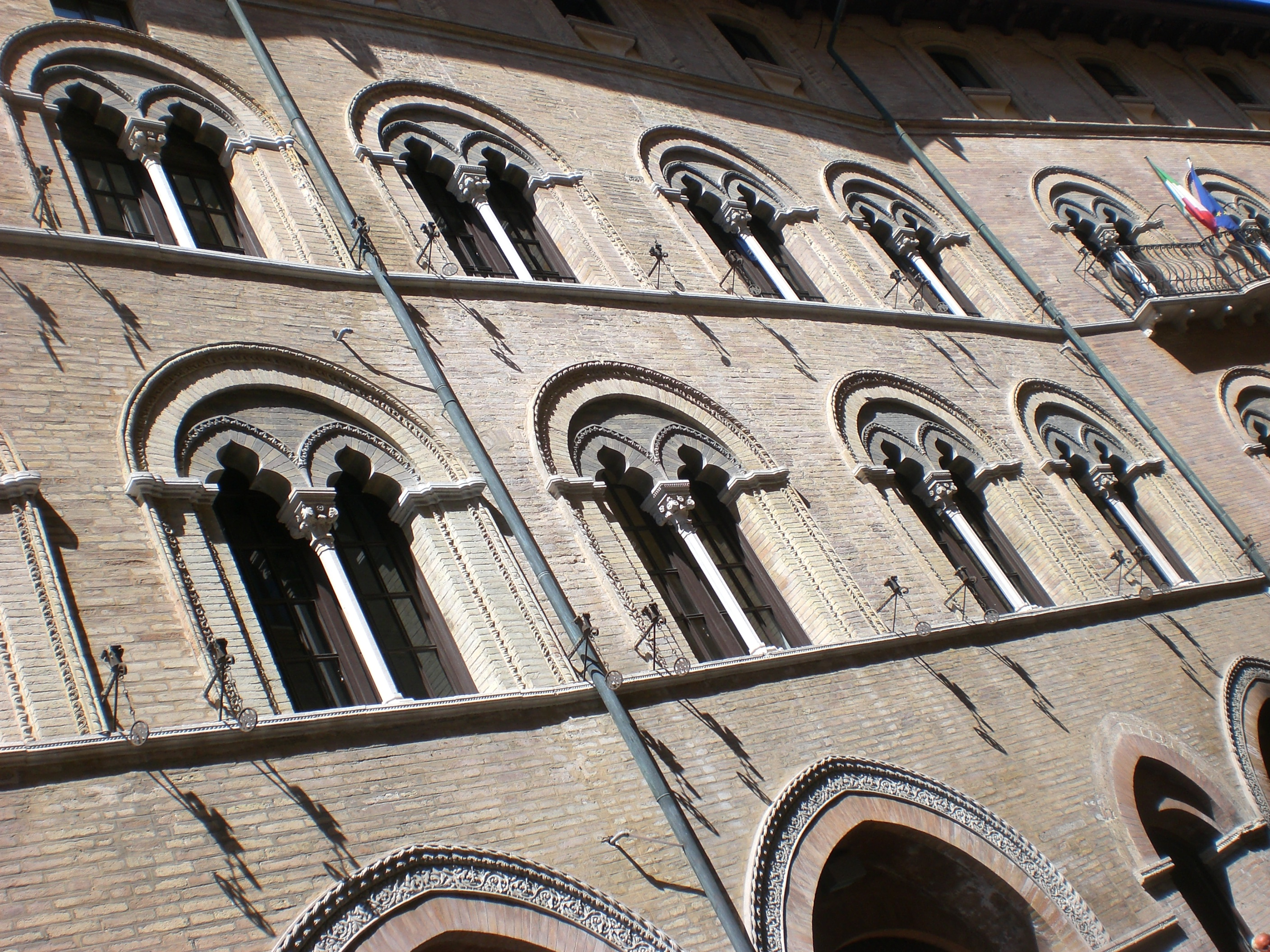
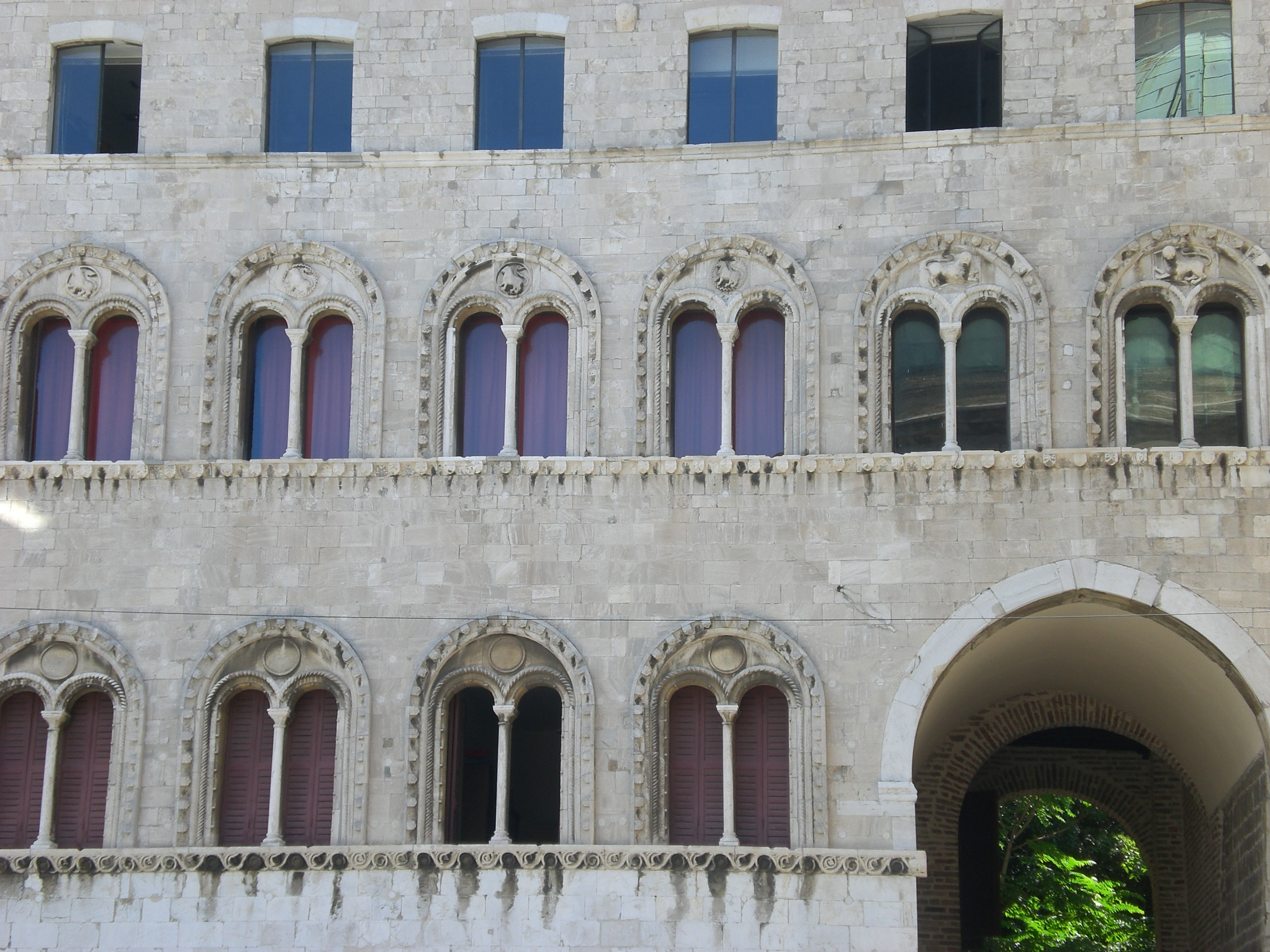